# Bupalus flavomaculata
Bupalus flavomaculata är en fjärilsart som beskrevs av Hann. Bupalus flavomaculata ingår i släktet Bupalus och familjen mätare. Inga underarter finns listade i Catalogue of Life.